# Norbergs kyrka
Norbergs kyrka är en kyrkobyggnad som tillhör Norberg-Karbennings församling i Västerås stift. Kyrkan ligger centralt i Norbergs samhälle. Tidigare var den församlingskyrka i Norbergs församling.

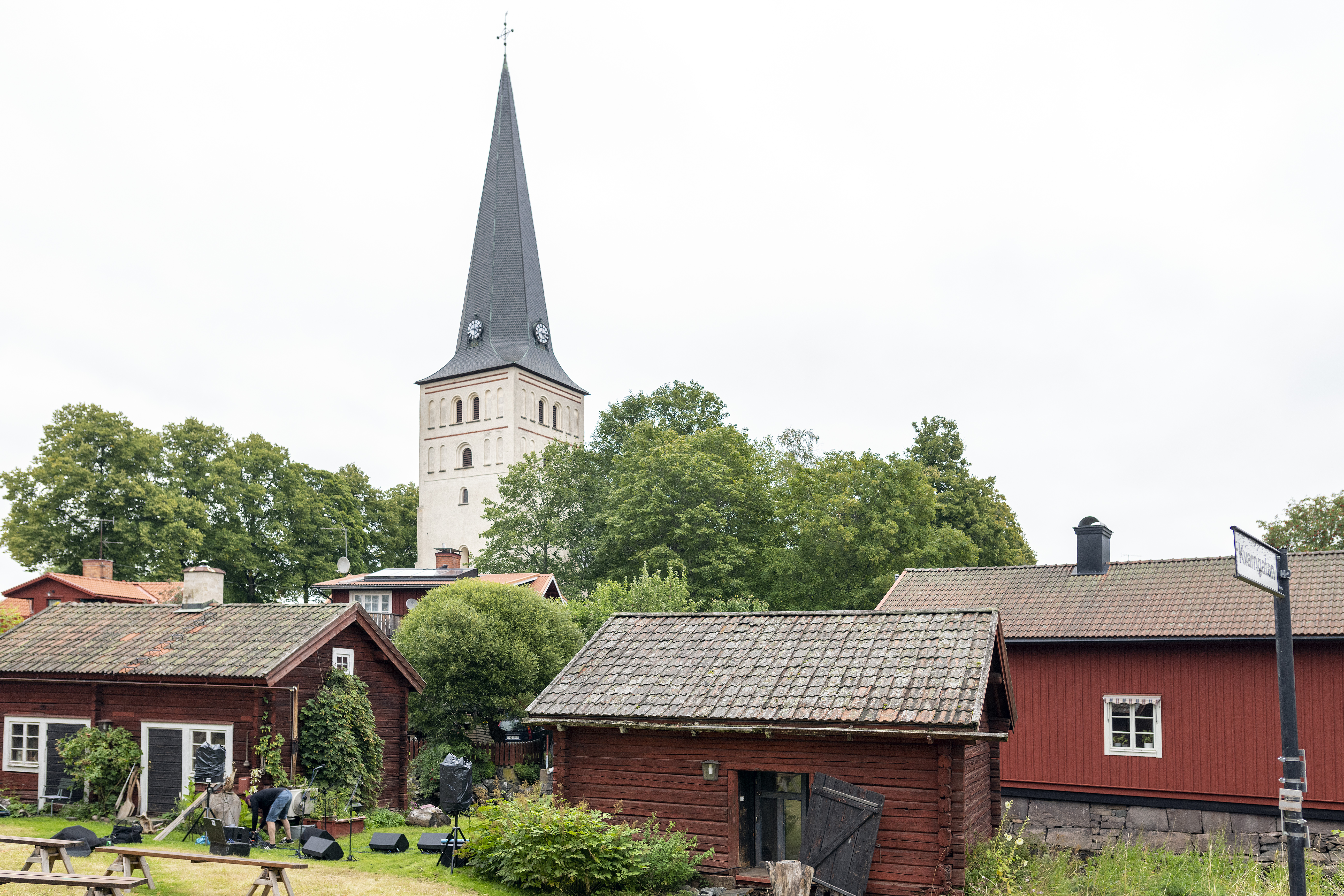
Norbergs medeltida område 03

## Kyrkobyggnaden
Kyrkan byggdes troligen vid slutet av 1300-talet. Under senare delen av 1400-talet försågs innertaket med stjärnvalv. Tornet tillkom 1697 och ersatte en tidigare klockstapel. Kyrkan eldhärjades 1608 och 1727. Vid den senare eldsvådan förstördes alla medeltida inventarier och tornet skadades. En ombyggnad genomfördes 1902 - 1904 då kyrkan förlängdes åt öster och försågs med ett nytt kor. Korfönstret med en glasmålning föreställande Kristi uppståndelse tillkom då. Tornet murades på och försågs med tornspira och blev 60 meter högt.
”Bergslagens domkyrka” kallades den av biskop Mikael Mogren.

## Inventarier
- Altaruppsatsen från 1700-talet är i rokokostil och omger korfönstret.
- Nuvarande orgel på 36 stämmor och två manualer är byggd 1982 av Thür orgelbyggeri. Delar av orgeln bygger på en Strandorgel från 1842. Fasaden från denna har behållits.

| Man I.Huvudverk | Man II. Svällverk   | Pedal                   |
| --------------- | ------------------- | ----------------------- |
| Principal 16'   | Borduna 16'         | Violon 16'              |
| Principal 8'    | Principal 8'        | Subbas 16'              |
| Dubbelflöjt 8'  | Rörflöjt 8'         | Oktava 8'               |
| Vox retusa 8'   | Gamba 8'            | Gedackt 8'              |
| Oktava 4'       | Voix céleste 8'     | Oktava 4'               |
| Flöjt 4'        | Principal 4'        | Nachthorn 2'            |
| Kvinta 3'       | Flûte octaviante 4' | Rauschkvint 4 chor      |
| Oktava 2'       | Nasard 3'           | Basun 16'               |
| Mixtur 4-5 chor | Waldflöjt 2'        | Trumpet 8'              |
| Cornett 3 chor  | Ters 1 3/5'         | Clarion 4'              |
| Trumpet 8'      | Oktava 1'           |                         |
|                 | Scharf 4 chor       | Koppel: II/I, II/P, I/P |
|                 | Fagott 16           | Fria kombinationer      |
|                 | Oboe 8'             |                         |

- Predikstolen är från 1700-talet.
- Den största av ljuskronorna är i senbarock stil. Den är gjord 1735 av Bjurfors mässingsbruk. Nedtill på ljuskronan finns ett kubiskt ur med urtavlor åt fyra håll.
- Dopfunten är ritad av arkitekt Gustaf Pettersson i Stockholm, som också har ritat nuvarande kor från 1904. Funten står invid ett litet bärbart altare till vänster i koret.

## Diskografi
- Orgelmusik i Norbergs kyrka / Martinsson, Håkan, orgel. LP. Norbergs kyrka NBG-1. 1984 .

## Bildgalleri

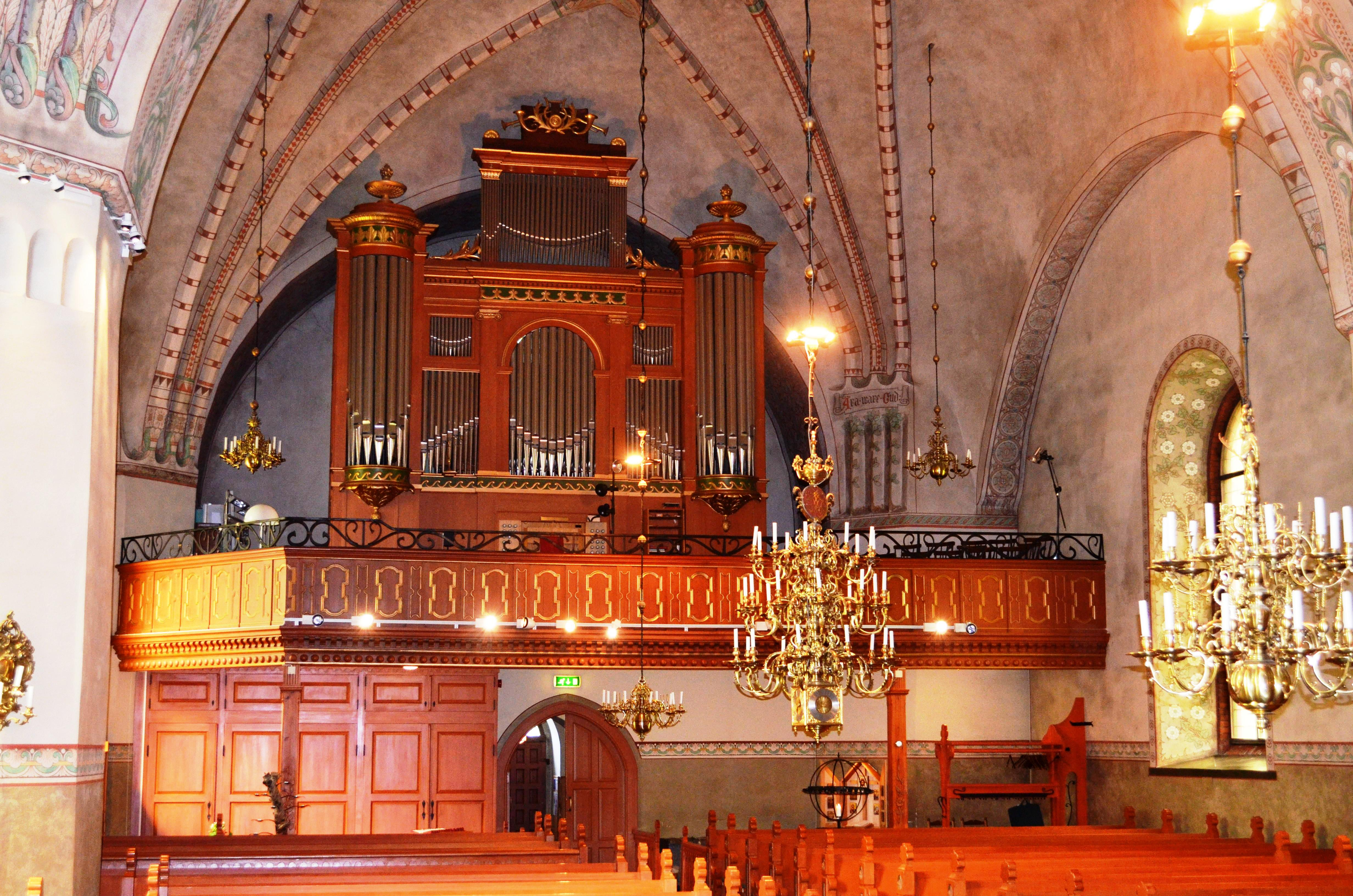
Norbergs kyrkas orgelläktare
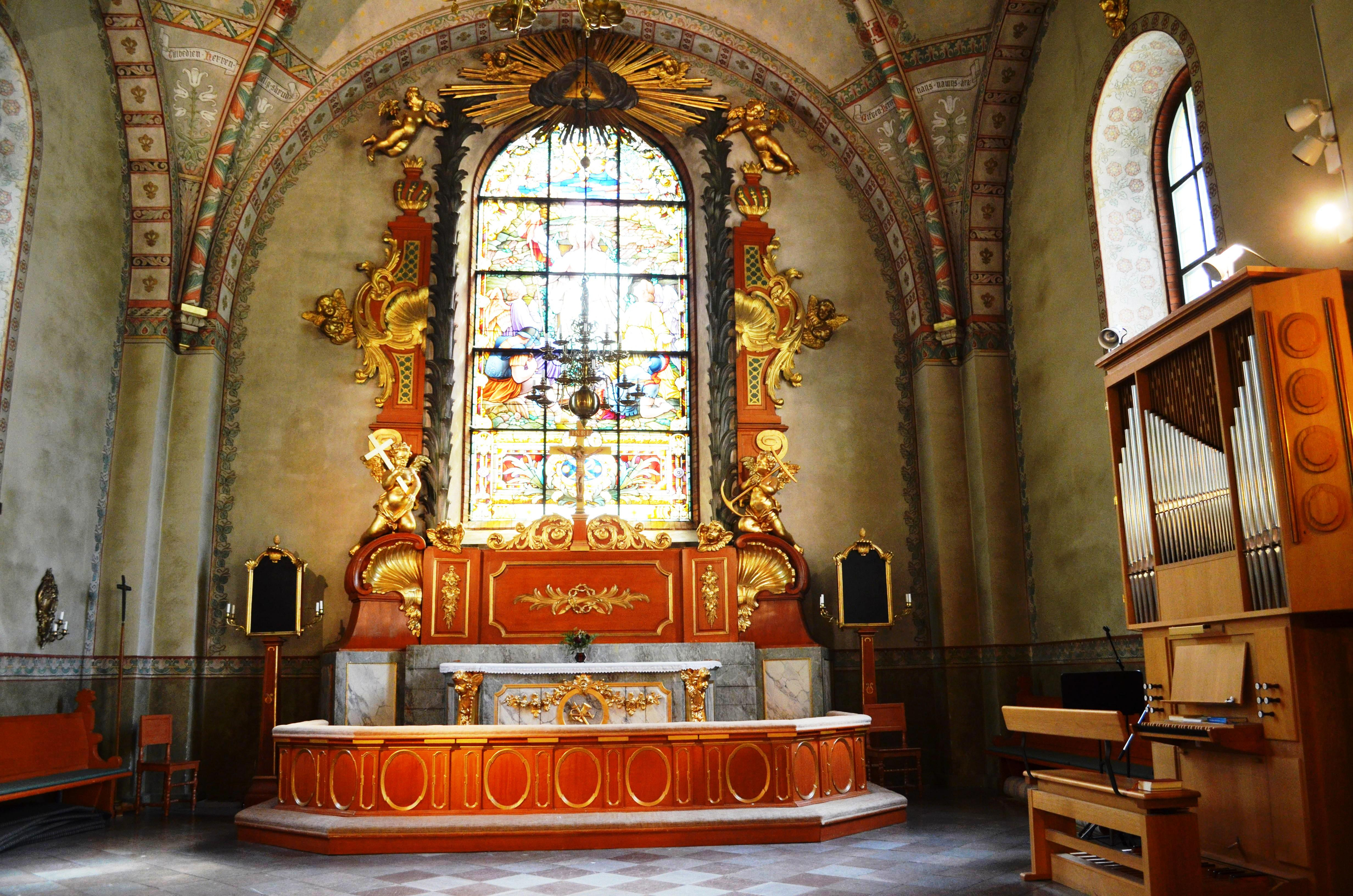
Norbergs kyrkas altare
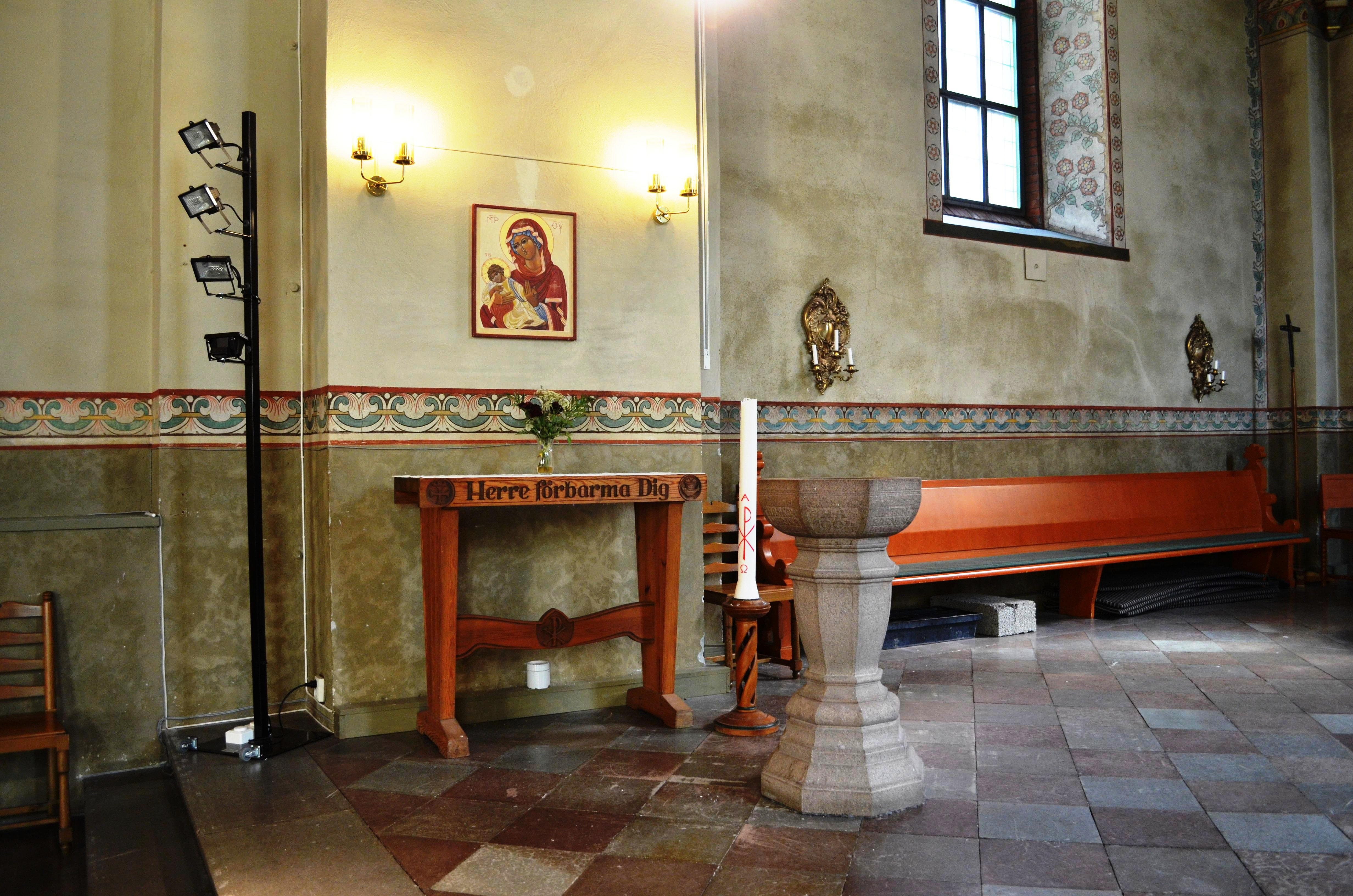
Norbergs kyrkas dopfunt
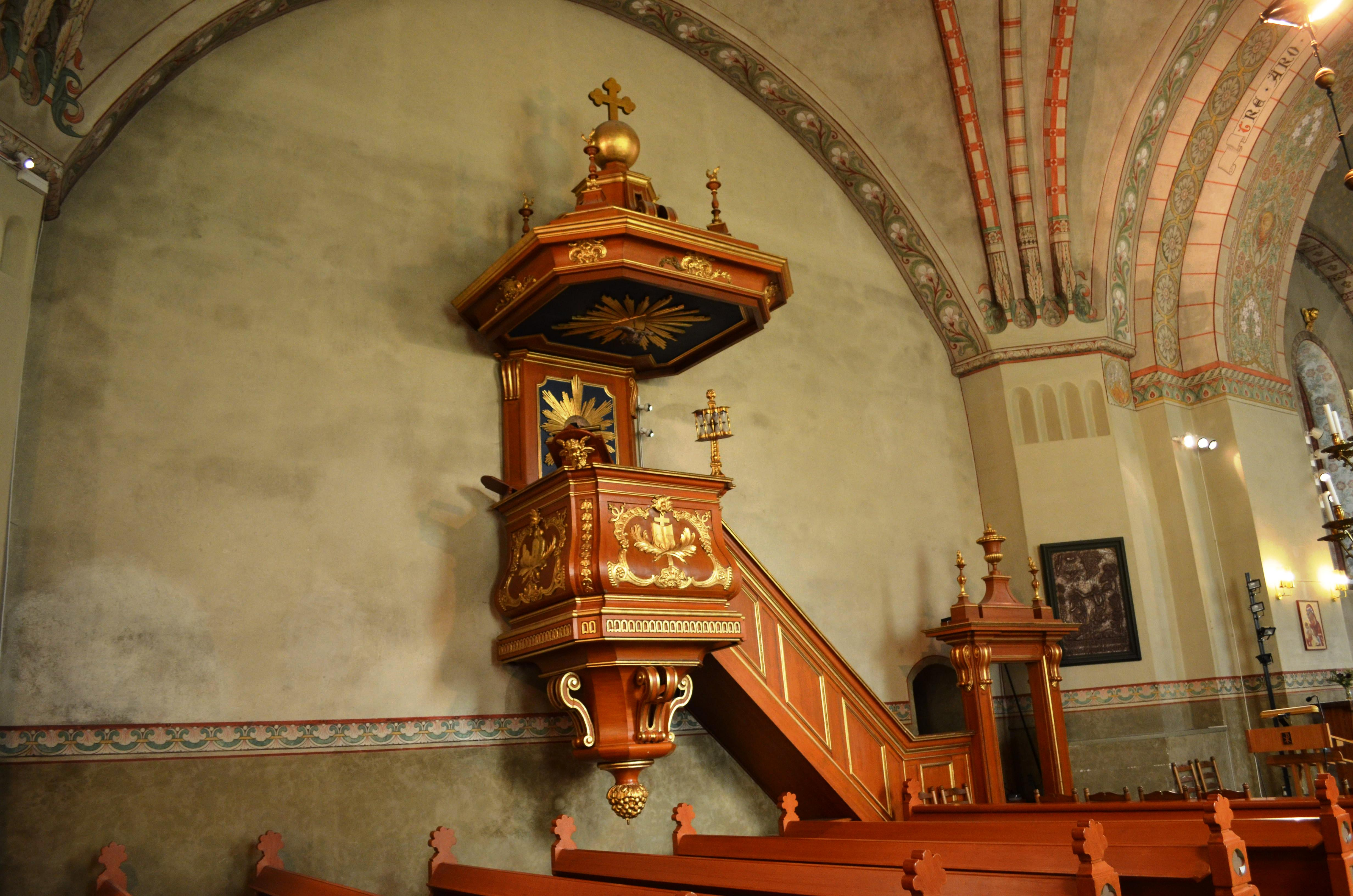
Norbergs kyrkas predikstol
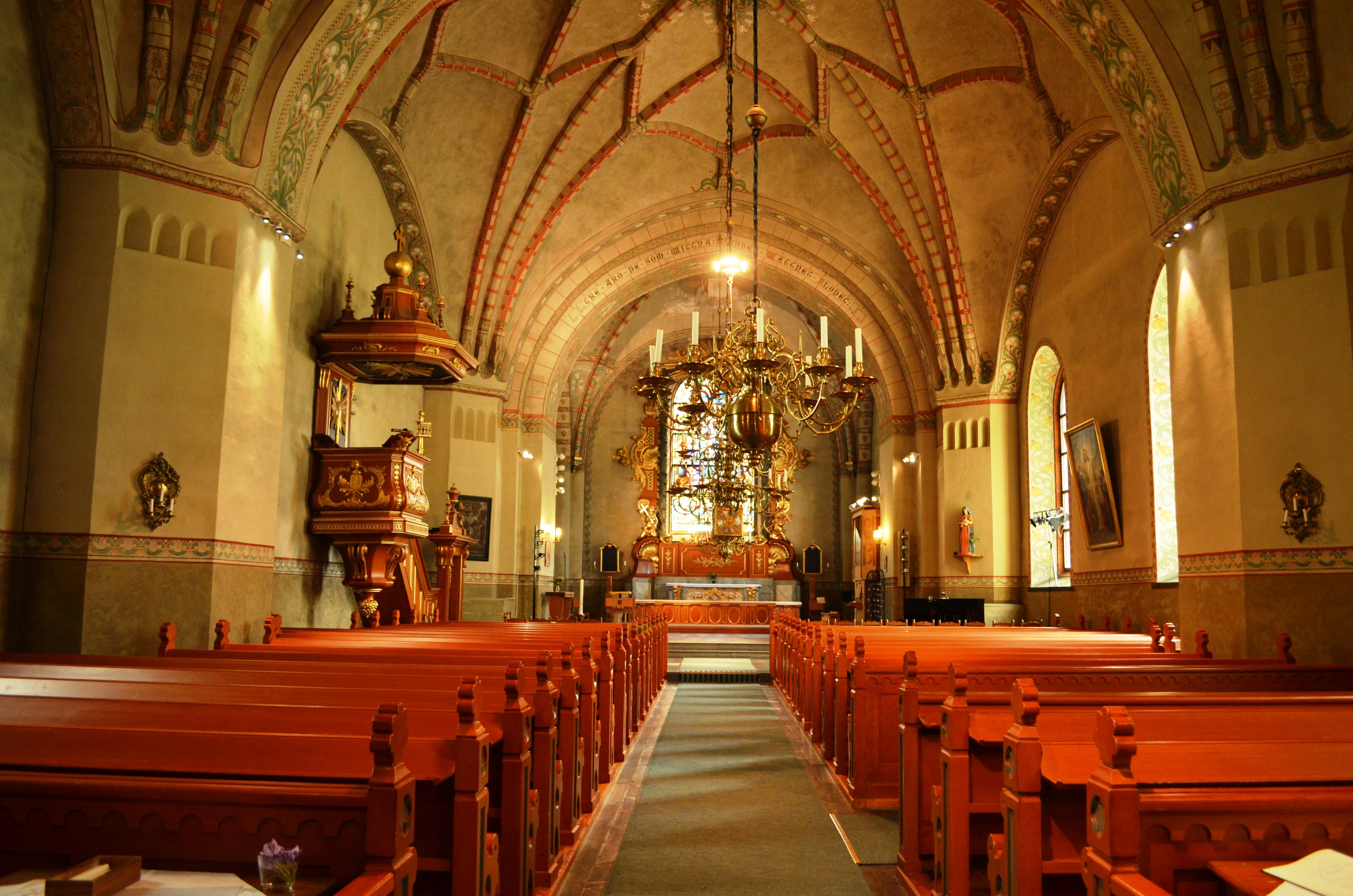
Norbergs kyrkas kyrksal

### Webbkällor
- Norberg-Karbennings församling
- Visit Västmanland[död länk]
- Norbergs kyrka, kulturhistorisk karakteristik, Västerås stift 2004